# Khutbah

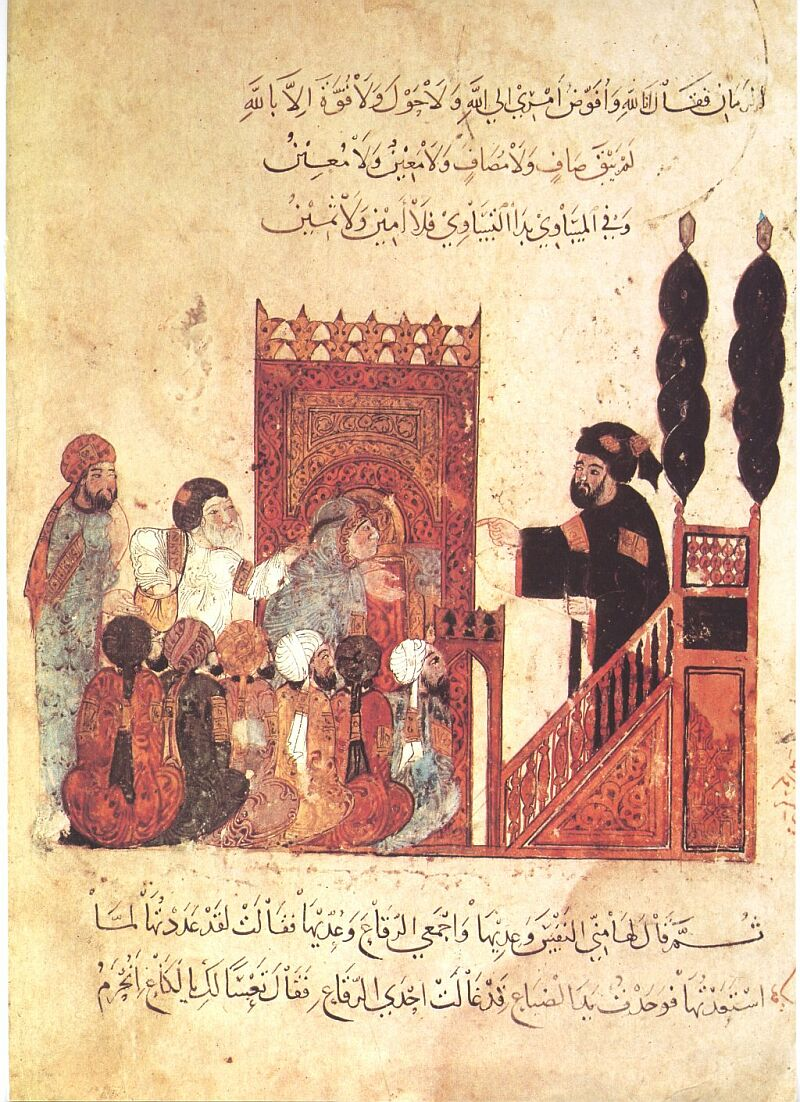
Un predicator în minbar.

Khutbah (arabă خطبة khuṭbah, turcă hutbe) este un tip de predică, cuvântare sau discurs specific religiei islamice. Aceasta este ținută în fiecare vineri la amiază în moschei de către un imam ce stă în picioare în minbar sau amvon în fața credincioșilor. Subiectul predicii se referă, deobicei, la problemele societății sau la chestiuni ce țin practica religioasă, morală, etică, iar uneori chiar la politică. Predica de vineri (khutbah al-jumuah) se ține înaintea Rugăciunii de Vineri și este un ritual religios, iar vorbitul sau alte activități sunt strict interzise în timpul acesteia. Imamul rostește, în general, două predici sau cuvântări scurte, cu o pauză între ele. De asemenea, astfel de predici se țin cu ocazia celor două sărbători islamice, Eid Al-Fitr și Eid Al-Adha sau după rugăciunile speciale din timpuri de secetă sau eclipse. Cel care ține predica se numește khatib sau hatib.